# Mohawk Lacrosse Club
Mohawk Lacrosse Club, ibland kallad Mohawk Club of Troy blev den första lacrosseklubben i USA.  Den startades i Troy, New York 1868.